# Liste der Träger des Verdienstordens des Landes Rheinland-Pfalz/1998
Im Jahr 1998 wurden folgende Personen mit dem Verdienstorden des Landes Rheinland-Pfalz geehrt:
| Ordensträger             | Lebensdaten | Wohnort                | Wirken                                             |
| ------------------------ | ----------- | ---------------------- | -------------------------------------------------- |
| Gabriel Albrecht         |             | Prüm                   |                                                    |
| Helmut Albrecht          |             | Speyer                 |                                                    |
| Philipp Becker           |             | Mainz                  |                                                    |
| Georg Bertleff           |             | Saulheim               |                                                    |
| Hans-Jürgen Born         |             | Budenheim              |                                                    |
| Andreas Brehme           | 1960–2024   | Schopp                 | Fußballspieler, Weltmeister von 1990               |
| Andrzej Byrt             |             | Köln                   |                                                    |
| Gilles Gallet            |             | Bühl                   |                                                    |
| Jean-Paul de Gaudemar    |             | Toulouse               |                                                    |
| Elisabeth Giffels        |             | Bad Neuenahr-Ahrweiler |                                                    |
| Reinhold Glock           |             | Mainz                  |                                                    |
| Karl Haehser             |             | Trier                  |                                                    |
| Otto Hauck               |             | Mutterstadt            | Mitglied der Mutterstadter Kerwegemeinschaft       |
| Christian von Kaphengst  |             | Mainz                  |                                                    |
| Kurt Kaufmann            | 1930–2023   | Schwegenheim           | Ortsbürgermeister und Ehrenbürger von Schwegenheim |
| Kurt Kirchner            |             | Rockenhausen           | Unternehmer                                        |
| Maureen Krick            |             | Ingelheim am Rhein     |                                                    |
| Reinhard Meyer           |             | Speyer                 |                                                    |
| Rudi Mesenig             |             | Trier                  |                                                    |
| Jochen Müller            |             | Idar-Oberstein         |                                                    |
| Herbert Matthias Pütz    |             | Bitburg                |                                                    |
| Eva Maria Reuther        |             | Wittlich               |                                                    |
| Gustav Herbert Schellack |             | Mengerschied           |                                                    |
| Paul Schleicher          | * 1933      | Schopp                 |                                                    |
| Renate Schmeer           |             | Mainz                  |                                                    |
| Armin Schmitt            |             | Speyer                 |                                                    |
| Volker Schneider         |             | Neuhütten              |                                                    |
| Jochen Senges            |             | Dossenheim             |                                                    |
| Robert Simsa             |             | Bad Kreuznach          |                                                    |
| Irmgard Spiess           | 1898–1999   | Kleinkarlbach          | Unternehmerin                                      |
| Ernst Teubner            | * 1939      | Pirmasens              | Biograf von Hugo Ball                              |
| Maria Elisabeth Weber    |             | Bitburg                |                                                    |